# 彭集街道
彭集街道全称彭集街道办事处，是中华人民共和国山东省泰安市东平县下辖的一个乡镇级行政单位，位于东平县东南部，总面积73.2平方公里，人口6万5千余人。由原彭集镇于2011年改制而来。彭集为东平县重要的工业基地，也是东平县花生的主要产区。

## 历史沿革

### 先秦至清代
春秋时期，今彭集街道东北部的后亭村一带出现了聚落郈，属无盐邑管辖。后鲁国诸侯叔孙氏在此建郈城，即孔子所言“堕三都”中的三都之一。郈城演变为郈亭。

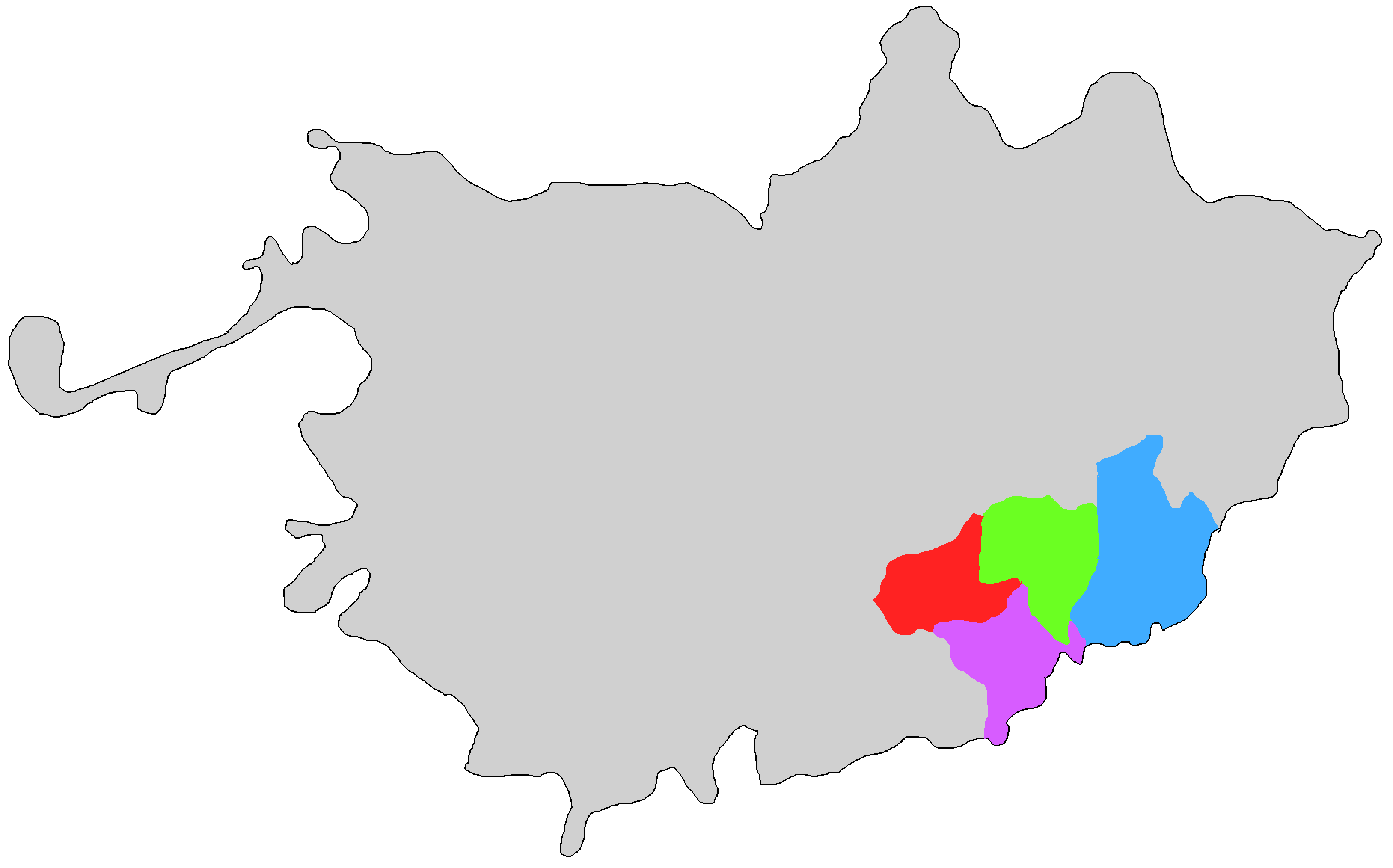
清朝时期东平州东南部今彭集街道以及附近地区的四个保。
兴仁保
安里仁保
福仁保
仁风孝保

在汉代至明朝年间，东平先后为国、郡、路、府、州，今彭集街道境始终为东平所辖。明朝之前，朋姓居住于今彭集村附近，称朋村。明正统年间，彭姓在今彭集村建村，取名彭家庄。崇祯十二年，设集镇于此，更名为彭家集，后称为彭集:1:3，是为今天彭集街道名称来源。
1825年时，彭集境内有安里仁保、仁凤孝保、福仁保三个保:37，其中福仁保在今天彭集街道辖区西部，仁凤孝保在今天彭集街道辖区东部，安里仁保在彭集街道中部，安里仁保所在地即在彭集村。:49-50

### 中华民国时期
中华民国后废保甲建区乡，彭集属东平第五区，区下设乡镇，第五区区公所在彭集村，但当时区乡并未真正实施，保甲制度仍然存在。1931年之後五區下辖1个镇、15个乡、共计98个自然村，第一鎮轄彭集村，彭集村同时也是区公所驻地:39:64。此时的东平五区辖境包括今天彭集街道全境以及州城街道东南部西梁村、夹河村等村庄:89。
1938年8月，日本攻占东平县城，随后进入彭集境内并建立多个据点。9月，共产党员强仁普及国民党员孙亚诚在西梁村建立东平五区人民抗敌自卫队，后为自卫团，之后接受中共领导。中共军队在今彭集街道境内建立临时政府东汶办事处。东平抗日民主政府也曾驻于彭集街道境内。
1939年，日本军队先后制造后亭惨案、龙崮惨案。:3:31941年，8月20日，驻东平、汶上的日本军队对共产党控制下的今彭集街道东部地区进行合击，并先后在大高庄、后亭设立据点，中共东平县委随后撤出彭集，共产党活动转入地下。次年2月16日，中共党员韩德林被捕叛变，同月24日，东平抗日民主政府驻地李圈村遭包围，民主政府县长崔宜平牺牲:7:10，随后中共五区区队停止活动。3月12日，发生一百单八口事件，东平五区中共党组织遭到毁灭性的破坏，中共东平五区区委瘫痪，抗日活动转入低潮:3:7。
1943年初，在八路军昆张支队的帮助下，东平五区形势发生转变。8月，中共五区区委恢复。10月18日夜，昆张支队袭击东平城，苇子河据点的日军、治安军随后撤离。1944年，中共东平县县大队在东梁村击溃孙西元的东平五区区队。1945年5月17日晚，东平战役爆发，中共五区区队随后攻占孟楼据点，控制彭集全境。1947年，国民党军队两次攻占东平并进入东平五区内，共产党军队同国民党军队在先后在今彭集街道境内进行了大孟村战斗、陈流泽战斗、彭集战斗、郑海战斗、郭海阻击战和大清河阻击战等战役，12月，彭集全境为共产党占领。

### 中华人民共和国时期
1949年至1953年，今彭集街道辖境仍属第五区。1953年7月，东平县区级行政区调整，东平五区调为东平七区:15，同时梁村、柳林等31个村庄划归东平一区。此时东平七区共下辖14个乡，67个自然村，辖境与今天彭集街道基本一致。东平七区下辖的乡镇有：:39
彭集乡、苇子河乡、赵楼乡、南城子乡、刘代村乡、马代村乡、后亭乡、大高庄乡、郑海乡、王圈乡、郭海乡、流泽乡、史庄乡、大牛村乡
1955年，东平县各区改用驻地命名，东平七区改为彭集区，南城子乡、郭海乡、大高庄乡、大牛村乡撤销，并入其他乡。1956年，10个乡进一步合并成彭集、苇子河、后亭、马代村4个乡。同年，城关区的西梁村乡、纸坊乡划给彭集区，彭集乡的袁楼、裴寨、冯庄等村庄划给小杨庄区，但这些变动很快就被撤销。至1956年末，彭集区仍然辖4个区和50个行政村。:39-41
1958年2月，彭集区撤销，建立彭集、梁村两个乡。同年10月，两乡成立人民公社，11月，梁村公社撤销，原梁村公社辖区东部并入彭集公社。1959年9月，原宿城公社的无盐、刘范村等15个生产大队划归彭集公社。10月，东平县撤销，彭集公社划归汶上县。1962年1月，彭集公社复归东平县，原宿城公社的15个生产大队划回宿城公社，同时设立彭集、东梁村、后亭、马代村四个管理区。1971年增加大牛村、三义庄两个管理区。1984年3月，人民公社撤销，彭集公社改为彭集区，下设彭集乡、代村乡、梁村乡、后亭乡四个乡。1985年12月，撤彭集区建彭集镇:41-43。2011年，撤彭集镇，设彭集街道办事处。

## 地理环境
彭集街道位于东平县东南部，北隔大清河与东平街道相望，西接州城街道，南毗沙河站镇和汶上县郭仓镇，东临汶上县杨店镇。位于东经116°27′至116°29′， 北纬35°51′至35°53′。其境域南北长10公里，东西长13.5公里:37，总面积73.2平方公里，街道办事处驻地在彭集村，距东平县城8公里:1。

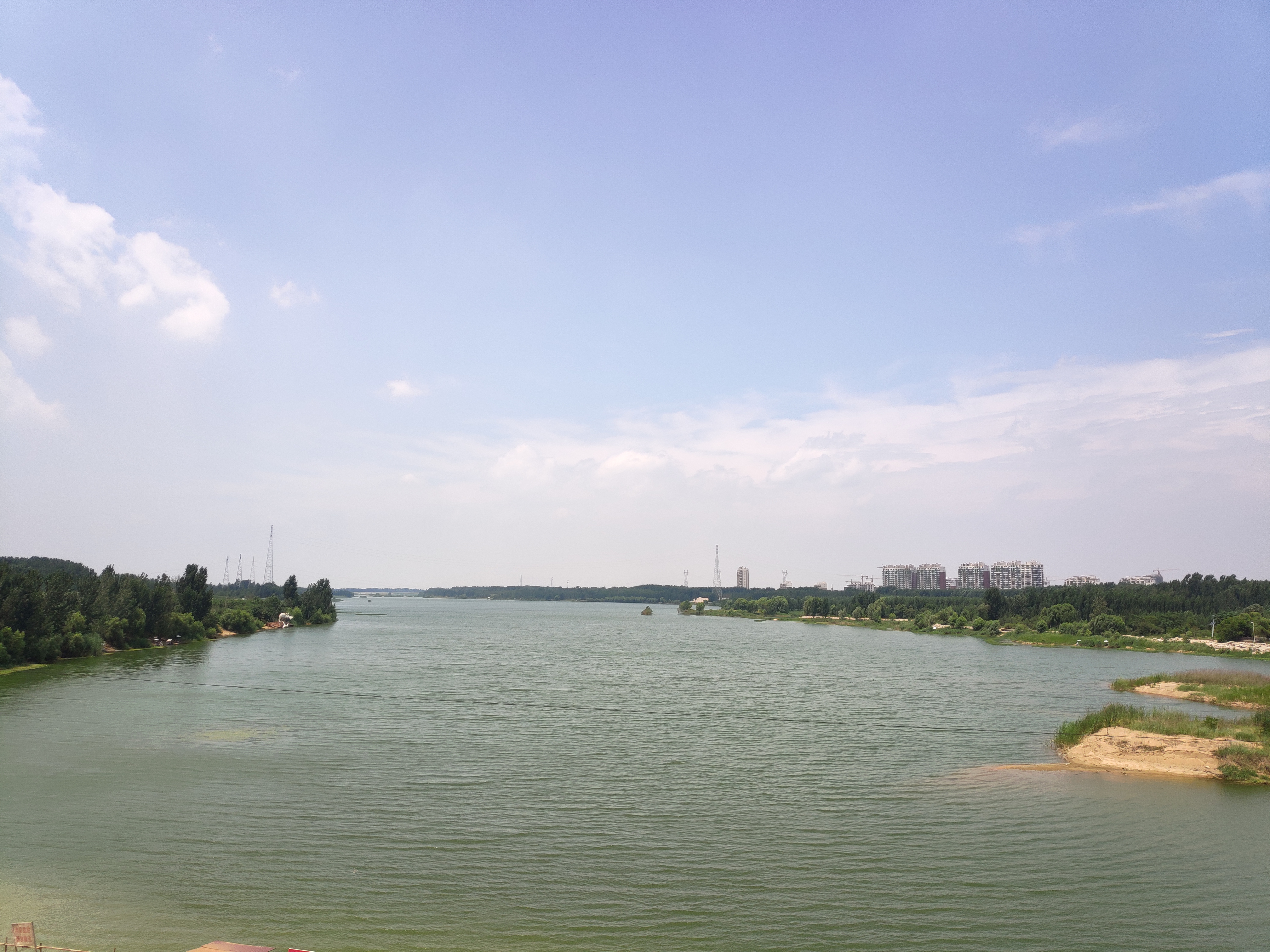
大清河，彭集街道最大河流

彭集街道地势平坦，无丘陵分布:55。西部、南部和中部为大汶河冲积平原，东北部为决口扇形地。整体地势东高西低，东北部南城子村海拔最高，为67.3米，西部苇子河村以北最低，海拔41.7米:1，大部分地区海拔在43米至45米之间。境内的河流主要有大清河、小清河、小汶河、龙宫河、苇子河、北赵王河6条天然河流:2:2:3以及引汶干渠、南分干渠等人工渠道。其中大清河为彭集街道最大的河流，由东向西自其北部边沿流过，是东平街道与彭集街道的界河。大清河在南城子村东入境，在大牛村西出境，在彭集街道境内的部分长18公里。小汶河自东南边沿流过，为东平县与汶上县的界河。小清河是彭集街道中部的一条河，发源于龙崮村一带，是古汶水的下游河道。龙宫河在历史上则是汶水的分流。今天，小清河、龙宫河、苇子河、北赵王河四条河流注入湖东排渗河:55-56。
彭集街道属温带季风型大陆气候，四季分明，夏季年均夏季103天，春季、秋季都为61天，冬季则长达140天:65。年平均气温13.4℃，1月最冷，平均气温-6.3℃，7月最热，平均气温31.6℃。年平均降水量631毫米，1月平均降水量7.3毫米，降水最少；7月降水量最多，平均降水量195毫米。年平均日照时数为2432小时，5月份日照时间最长，1月份最短。彭集街道平均气压1012毫巴，平均风速2.9米每秒，东南风最为常见。平均无霜期199天，初霜日在10月21日左右:56-57。
彭集街道主要分布有轻壤均质褐土化潮土和砂壤均质石灰性河潮土两种土壤。轻壤均质褐土化潮土由大清河泛滥沉积形成，主要分布于分布彭集街道西部的苇子河村、东梁村、王圈村一带，面积约23733亩，占彭集街道土壤面积的三分之一，为高产肥沃土壤，其上种植小麦、玉米等粮食作物。砂壤均质石灰性河潮土即飞砂土，由大清河决口冲积而成，分布在彭集街道东部的后亭、龙崮、马代村、南城子等村庄，面积48500亩，占彭集街道土壤面积的三分之二，飞砂土结构松散、肥力低下，适宜种植花生。:53彭集街道也因此成为东平县最重要的花生产地。彭集街道土壤整体含钾元素丰富，氮、磷缺乏，东北部地区土壤有机质含量最低:64。
彭集街道境内的主要矿产资源是铁矿和河砂。东平县境内铁矿较为丰富，其中主要位于彭集街道境内的水河-彭集矿脉是东平最重要的铁矿矿脉，该矿脉的铁矿石属于磁铁矿，境内铁矿石总储量约6亿吨，但开发利用程度低。彭集街道的河砂资源集中于北部长约10公里，宽100至200米的大清河沉砂河段，总储量约1000万吨:66。

## 行政区划

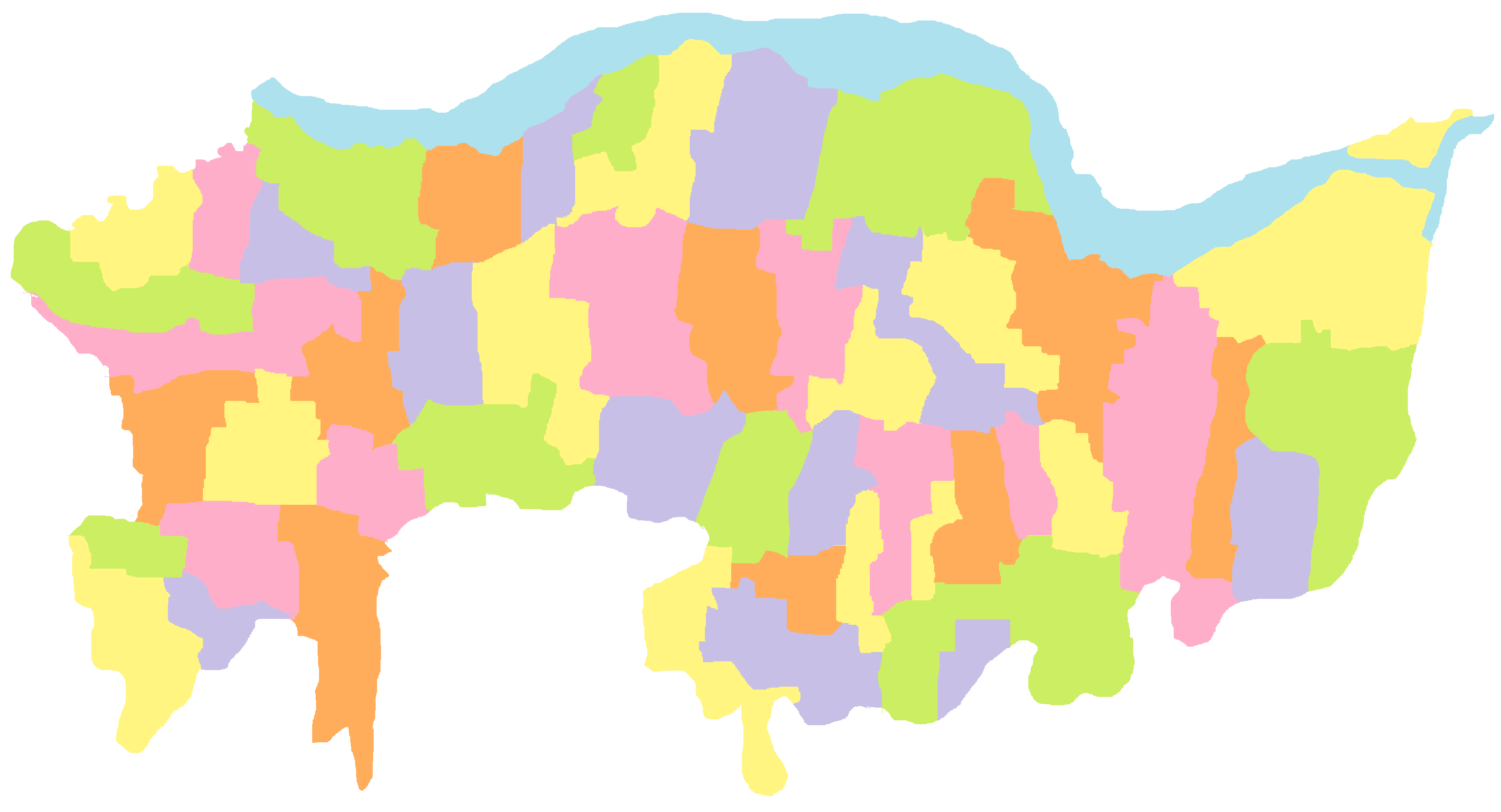
精确到行政村的彭集街道地图

彭集街道下辖53个行政村、67个自然村。街道办事处机关驻地位于彭集村顺达街5号。
彭集街道下辖的行政村有：彭集村、岔河门村、后围村、三义庄村、栾庙村、小孟村、王庄村、小刘庄村、大孟村、西史庄村、东史庄村、东郭庄村、冯庄村、裴寨村、袁楼村、西郭庄村、南城子村、后代村、前代村、代家村、马代村、吕庙村、和睦庄村、吕楼村、刘王庄村、大高庄村、小高庄村、后亭村、龙崮村、后海村、前海村、袁海村、安村、尚流泽村、陈流泽村、马流泽村、孙流泽村、苇子河村、柳营村、东梁村、常庄村、王圈村、曹庙村、东李楼村、程村、赵楼村、李海村、小牛村、鲁屯村、大牛村、北张圈村、陈圈村、解庄村:1:3:1:2:1476。

## 人口
2012年底，彭集街道总人口6.5万人，其中男性3.27万人，占49.93%，女性3.28万人，占50.07%。2000年，0-14岁的少年儿童12883人，占20.08％，1
5-64岁人口43676人，占总人口的70.06％，65岁以上的老人5309人，占总人口的8.6％。人口主要为汉族，占比99.96％，其次为回族，占
0.04％。:3:3:5。人口分布较为匀称。大清河、龙宫河、小汶河沿岸以及105国道、331省道附近人口相对集中:3:1:2。
明朝初年，由于连年战乱，今彭集街道境内仅有不到200口人。明朝时期，各地逐渐移民迁入，人口逐步增加。今天的彭集各村庄大多在明、清兩代建立:44-50。1825年，今彭集街道共有籍户5000多户，30000余人，抗日战争期间总人口43439人，解放战争时期总人口44319人。1960年，总人口59618人。1982年，总人口56921人。2000年，总人口达到六万余人:3:1:1。

## 文化
彭集街道的方言为东平方言大清河南口音，属中原官话兖菏片。相对于县城方言，彭集街道老派方言精照组字完全合流:423。
彭集街道分布的剧种和曲艺有豫剧、山东梆子、两夹弦、吕剧、评剧、下五音、硪号子、四音戏、渔鼓坠、莲花落、山东快书等:21:3。其中硪号子和四音戏为泰安市市级非物质文化遗产，山东梆子为东平县县级非物质文化遗产。

## 基础设施

### 交通

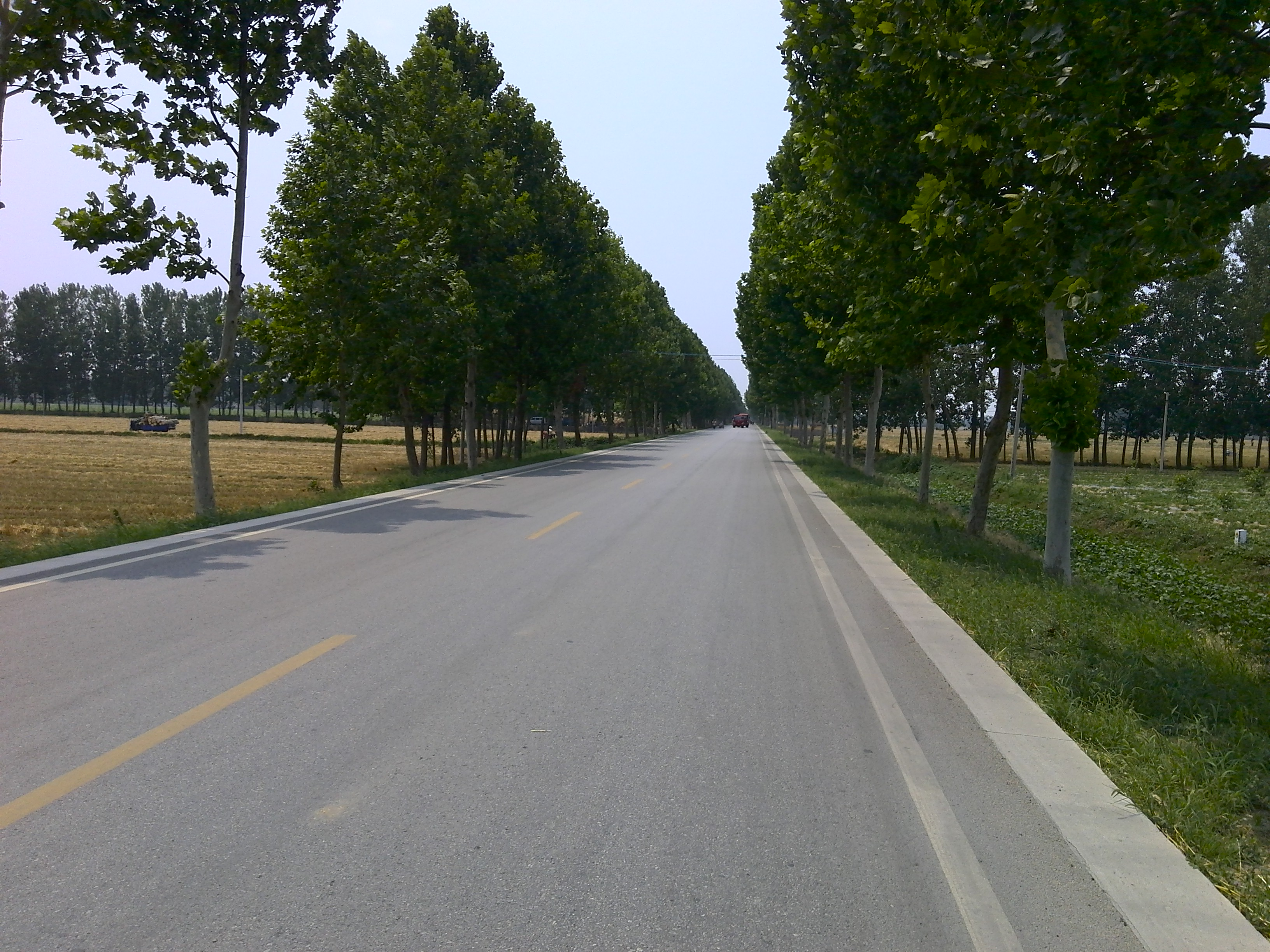
331省道彭集段

105国道自南向北穿过东平，与331省道在彭集街道交汇。瓦日铁路东西向横跨彭集，并在马代村与龙崮之间设置有东平火车站。济广高速公路亦穿过彭集。2005年，彭集街道县级、乡镇级、村级公路密布，53个行政村均通公路，通车里程达200公里。2012年，营运汽车保有量170辆。

### 医疗教育
2000年彭集镇共有4所初中，学生3214人，教职工233人；18处小学，学生7321人，教职工312人。2000年，彭集镇被评为“泰安市科技示范乡镇”。

## 文物古迹

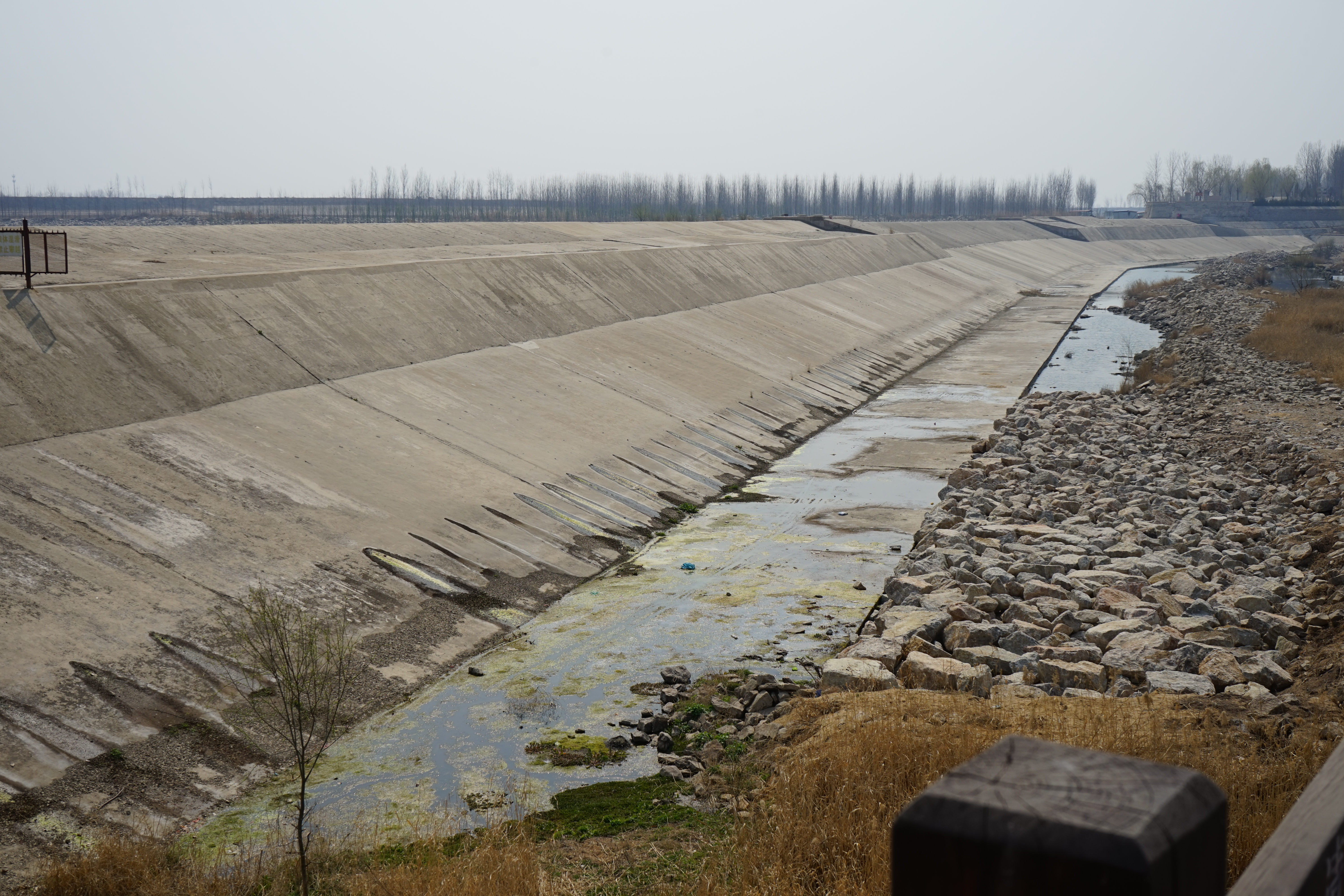
初春枯水期的戴村坝

至2020年9月，彭集街道境内共有18处不可移动文物，其中戴村坝为省级文物保护单位，郈邑故城为县级文物保护单位:255，其余16处文物尚未入保。位于南城子村东北汶汇交接处的戴村坝是彭集街道最著名的古建筑，该坝始建于1411年，用来拦汶济运:142-144，后来大运河北段淤废，如今戴村坝仍在起着拦截上游来沙、平缓水流、控制水位的功能:123-128。
彭集街道境内有为数不少的古建筑，西郭庄村西北曾有占地二十亩的广惠寺，该寺施有黄、绿两色琉璃瓦，寺内还有铜制佛像一尊，1958年广惠寺被拆除:432，现存的古建筑有位于彭集村的明代的彭氏家庙，位于吕庙村的吕氏家庙、吕树俭老宅，王圈村的王家祠堂，马代村的马代村古民居等。石刻则有郈亭石刻、郈亭石狮、吕楼节孝碑、马流泽五圣堂碑、马流泽文革石刻等。
位于后亭村的郈邑故城是一处先秦古聚落遗址，史载此处是春秋战国时期鲁国叔孙氏的私邑郈邑，遗址内曾出土古代陶器、箭镞和金属钱币:433，2015年，考古人员又在裴寨村北发现一处汉唐古遗址，该遗址有陶器、铜钱等出土。